# ザグレブ大学
ザグレブ大学（ザグレブだいがく、クロアチア語: Sveučilište u Zagrebu, ラテン語: Universitas Studiorum Zagrabiensis）は、クロアチア共和国の首都ザグレブに所在する、同国最大規模の国立大学である。設立は1669年で現存するクロアチアの大学としては最も古く、南東ヨーロッパ全域およびオーストリア・ウィーン以南の中央ヨーロッパの中でも古い大学に属する。2011年には世界大学学術ランキングで世界大学トップ500に数えられた。また学内での研究成果が国内に占める割合は約51%と過半数に達する。

## 歴史

### イエズス会学校
ザグレブ大学の前身となる学校は1669年に創設された。17世紀のクロアチア地方はオーストリア（ハプスブルク君主国）の支配下にあるハンガリー王国の領内であり、当時神聖ローマ皇帝にしてハンガリー王であったハプスブルク家のレオポルト1世によって統治されていた。1669年9月23日、レオポルト1世が王領自治市であるザグレブでのイエズス会学校の設立を認可する法令を発布し、これを受けてザグレブ大学の前身となるイエズス会学校が設立された。この学校での哲学研究はネオアカデミア・ザグラビエンシス（ラテン語: Neoacademia Zagrabiensis, 「ザグレブの新学校」の意）として正式かつ法的な地位を獲得し、学校も公式な高等教育機関となった。
学校はイエズス会員らによって運営され、この体制はイエズス会が1773年に教皇クレメンス14世によって解散されるまで1世紀以上続いた。1772年に新体制が執行された時点での学生数は約200人であった。
1776年、ハンガリー王位を継承したマリア・テレジアにより王立科学学校（ラテン語: Regia Scientiarum Academia）の設立認可が発布された。この学校は哲学、神学、法学の3学部から構成されており、それまでの政治行政学 (political-cameral) は新設された法学部の一部として取り込まれた。各学部には単一もしくは複数の学科を受け持つ教授が複数名配置された。
学校は組織の変更を複数回経ながらも、クロアチアのインテリゲンツィア（知識人層）の大多数を教育するクロアチアの中心的な高等教育機関として1874年まで存続した。

### 大学として
1861年、司教であったヨシプ・ユーライ・シュトロスマイエルが議会に大学設立を建白し、1869年には神聖ローマ皇帝フランツ・ヨーゼフ1世は大学設立を認可する法案に署名をした。この法案は5年後の1874年に「大学設立法」(Act of Founding) として議会を通過し、同年1月5日に皇帝によって追認された。1874年10月19日、大学は王立フランツ・ヨーゼフ1世大学として設立され開校セレモニーが行われた。当時二重帝国であったハンガリー領内ではで3番目に開設された大学となった。
1874年時点では大学には次の4学部が存在した。
- 法学部 (Pravno-državoslovni fakultet)
- 神学部 (Bogoslovni fakultet)
- 哲学部 (Mudroslovni fakultet)
- 医学部 (Liječnički fakultet)

医学部は1874年時点では大学機能に含まれておらず、機能化は1917年まで待たなければならなかった。当時の哲学部は科学分野全般を領域としていた。1876年からは地質学・植物学・物理学・数学・化学が、1877年からは動物学が、1882年からは薬学が、1883年からは地理学が哲学部に含まれた。
1860年以降は他の大学の吸収が続いた。まず1860年に、王立農林大学がクリジェヴツィに開設された。1898年には林業大学 (Šumarska akademija) が哲学部の一部として開設され、哲学部はすべての専門領域を包括することとなった。林業学部は1919年に農林学部として分立している。また1919年には技術学校 (Tehnička visoka škola) と獣医学学校 (Veterinarska visoka škola) が開設され、獣医学学校は1925年に、次いで技術学校は1926年にそれぞれザグレブ大学の学部として編入された。

### 学部再編
1920年代には哲学部の大規模な再編が立て続けに行われた。1928年に数学科・薬学科が哲学部から分離したのを皮切りに、次第にその他科学部門も分離されていった。両学部が分離された1928年には、哲学部は現在の名称 Filozofski fakultet に変更されている。
1926年時点では次の7学部が存在した。
- 神学部 (Bogoslovni fakultet)
- 法学部 (Pravnički fakultet)
- 医学部 (Liječnički fakultet)
- 哲学部 (Mudroslovni fakultet)
  - 哲学科 (Filozofski odjel)
  - 薬学科 (Farmaceutski odjel)
- 農林学部 (Gospodarsko-šumarski fakultet)
- 獣医学部 (Veterinarski fakultet)
- 工学部 (Tehnički fakultet)
  - 建築学科 (Građevni odsjek)
  - 工学科 (Strojarski odsjek)
  - 化学工学科 (Kemijsko-inženjerski odsjek)

第二次世界大戦中のクロアチア独立国時代にはクロアチア大学 (Hrvatsko sveučilište) としても知られた。
哲学部にあった各学科は1942年、1946年（理学部の開設）、1963年に順次分離され独立の学部となった。
工学部も1956年に次の4学部に分割された。
- 建築・測地学部 (Arhitektonsko-građevinsko-geodetski fakultet)
- 電気工学部 (Elektrotehnički fakultet)
- 機械工学部 (Strojarsko-brodograđevni fakultet)
- 食品化学技術開発部 (Tehnološki fakultet) [訳語疑問点]

これ以降の現行の学部については#設置学部にて後述する。

## 組織

### 設置学部
29学部・3芸術学校と、クロアチア学（国学）を学ぶセンターが設置されている。
| 自然科学 - 理学部 工学 - 建築学部 - 化学工業・技術学部 - 土木工学部 - 電気工学・コンピューティング学部 - 測地学部 - 地盤工学部 - グラフィックアート学部 - 機械工学・造船工学部 - 金属工学部 - 鉱業・地質・石油工学部 - 繊維技術学部 - 運輸交通科学部 生物医学 - 薬学・生物化学部 - 獣医学部 - 歯学部 - 医学部 | 生物工学 - 農学部 - 食品技術・生物工学部 - 森林管理学部 社会科学 - 経済・経営学部 - 運動生理学部 - 法学部 - 組織・情報学部 - 政治学部 - 教育・リハビリテーション学部 - 教育（教員養成）学部 人文科学 - カトリック神学部 - 人文社会学部 - クロアチア学（国学）センター 芸術 - 大学演劇学校 - 大学美術学校 - 大学音楽学校 |

### 運営組織
大学は評議会を中核に、大学協議会、学長コレギウム、学長の計4機関で運営される。
評議会 (Senate)
定員は70名。学長・職員・学生代表によって構成され、議長は学長が務める。校則や学習計画、財務等の運営方針を採択する。任期4年である学長の選出も評議会が行う。
大学協議会 (University Council)
大学の監督・指導機関で大学運営の監視と関連した議論を行うが、評議会と異なり新学長の選出や大学の方針決定に関わる権限は持たない。全12名で構成され、半数となる6名は大学内から、もう半数はクロアチア議会やザグレブ市、ヴァラジュディン市といった公的機関から選出される。
学長コレギウム (Rector's Collegium)
学長の意思決定の補佐機関。学長と副学長のほか、各学術分野の協議会の代表者7名と学生の代表者1名によって構成される。
学長 (Rector)
学長の任期は4年で1期のみ再選が認められており、教授職にあるものだけが学長候補の資格を持つ。学長は5名の副学長を推挙し、この人事は上述の評議会で諮問される。

## 学生・教員
総生徒数は約72,480人で国内の大学生総数の48.5%に相当する。1874年以降、ザグレブ大学では20万人以上の生徒が学士号を、1万8千人以上が修士号を、8千人以上が博士号を修得した。教員数は7,915人である。

## 出身者
- アントゥン・ショリャン - 作家
- 越村勲 - 東欧史学者
- マリヤ・ヴチコヴィッチ - 農業大臣
- ドラジェン・フラスティッチ - 外交官、大使
- ミラ・マルティネツ - 外交官、大使